# Pets or Meat: The Return to Flint
Pets or Meat: The Return to Flint è un breve documentario televisivo del 1992 prodotto dalla PBS scritto, co-prodotto e diretto da Michael Moore, ambientato nella città natale del regista, Flint, nel Michigan, che riprende alcuni temi già presenti nel precedente documentario Roger & Me (1989). Il titolo si riferisce a Rhonda Britton, una residente di Flint presente in entrambe le opere che vende conigli come animali da compagnia o per alimentazione.